# 徳正寺
徳正寺（とくしょうじ）は、長野県上高井郡高山村にある浄土真宗本願寺派の寺院。長野教区河東組。

## 歴史
寺伝によると弘安7年(1284年)、下総国（千葉県野田市）で創建され、天正7年(1579年）に常敬寺に従って信濃国山田郷平塩（現在の長野県高山村なかひら）に移ってきた。1679年に福島を経て新潟県高田に移った常敬寺から独立し、現在の高山村桝形に移った。この頃、寺の名前も中戸山徳正寺から龍甲山徳正寺に変更された。平塩の徳正寺跡は「御堂畑」とよばれ、五輪塔が分布している。
1792年（寛政4)年に現在の本堂が再建された。小林一茶の菩提寺と知られる長野県信濃町柏原の明専寺とは、この頃から親戚関係にあり、大正年間に消失し、再建された明専寺の本堂は徳正寺は同じ棟梁が建てたもので同一であったという。
1876年（明治9年）にこの寺に生まれた本多恵隆は、西本願寺（浄土真宗本願寺派本山）に入山し、大谷光瑞が中央アジアに派遣した第一次大谷探検隊（1902年 - 1904年）に加わり、その後、本山の重鎮として活動した。

## アクセス
- 上信越自動車道小布施PAスマートICから約7km。
- 長野電鉄須坂駅からタクシー15分。